# Conception Bay South
Pour les articles homonymes, voir CBS.
Conception Bay South (CBS) est une ville de Terre-Neuve-et-Labrador, au Canada. 
Elle est située sur la rive sud de la baie de la Conception dans la péninsule d'Avalon sur l'île de Terre-Neuve. Elle est à 20 km environ au sud-ouest de Saint-Jean de Terre-Neuve. Elle fait partie de la région métropolitaine de Saint-Jean et la plupart des résidents sont employés à Saint-Jean ou Mount Pearl. 
La ville fut formée en 1973 par la fusion de neuf communautés : Chamberlains, Foxtrap, Kelligrews, Lawrence Pond, Long Pond, Manuels, Seal Cove, Topsail et Upper Gullies.
La ville possède une activité géologique, à savoir des gisements de fossiles le long de Manuels River. Les fossiles trouvés sont semblables à ceux trouvés dans le sud de l'Espagne, du Portugal et de l'Afrique du nord, mais différents de ceux trouvés dans l'ouest de Terre-Neuve.

## Démographie
| 2001   | 2006   | 2011   | 2016   |
| ------ | ------ | ------ | ------ |
| 19 772 | 21 966 | 24 848 | 26 199 |